# Juan Serpa
Juan Hibernon Serpa Meneses (Callahuanca, 1931 - Lima, 2008) fue un sacerdote y teólogo peruano.

## Biografía
Juan Serpa Meneses fue descendiente de una familia huancavelicana. Era oriundo de Callahuanca, un distrito de Huarochirí a sólo 17 km de Chosica. Desde temprana edad,  ingresó al Colegio Guadalupe en Lima, donde se convirtió en un alumno interno.
Se dedicó a la vocación sacerdotal a la edad de 15 años. Después de un largo período de formación humanística y espiritual, regresó a Perú en 1974, a la edad de 43 años, si bien había quedad en Callao en 1976.
Su primer destino fue el Cuzco, donde se desempeñó como Rector del seminario. Luego, fue enviado a la parroquia de Montserrat en Lima, inicialmente de manera provisional, pero terminó siendo su destino definitivo durante 32 años.
Fue párroco de las Iglesias Nuestra Señora de Monserrat y San Sebastián, «la segunda más antigua de Lima (construida en 1585), que Serpa encontró en pedazos, con huecos hediondos, sin techos y afrentada como hostal de delincuentes». Asimismo, fue fundador del Centro Parroquial Experimental de Educación Integral Nuestra Señora de Montserrat, el cual contaba ya desde su fundación con taller de música, centro médico y comedor infantil,la construcción del Comedor Infantil avanzó considerablemente en 1984, y ese mismo año, el Papa Juan Pablo II reconoció y felicitó al Padre Serpa por su obra social a través de su embajador, el Nuncio Apostólico Luiggi Docena y del Instituto Superior Tecnológico Nuestra Señora de Montserrat ubicado en Huachipa, creado para acoger a niñas de escasos recursos o víctimas de violencia provenientes de Huancavelica u otras zonas de sierra, este último fue fundado gracias al apoyo de colaboradores como el personal administrativo, docente y exalumnos, entre otros, quienes colaboraron en la organización y administración del programa como en la recolección de donaciones, así como del apoyo incondicional de los donantes mientras se transmitía el programa denominado «Telemaratón» transmitido por canal 7, hacia el año 1996, donde se presentaron artistas como Nina Mutal, Patricio Suárez Vertiz, entre otros.
Recibió el apoyo del diario El Comercio, gracias a la amistad que forjó con Francisco Miró Quesada. Asimismo, recibió el apoyo de diversos ministros de educación, entre ellas Mercedes Cabanillas, quienes le facilitaron los docentes para el colegio. Muchos empresarios privados y personas naturales contribuyeron con esta obra realizada durante toda su vida, las cuales pudo hacer realidad en favor de los más pobres. 
En 1974, fue el primer sacerdote en oficiar una misa en idioma quechua en la Catedral de Lima, en que posteriormente se realizó desde 1997 el taytacha. También fue nombrado vicario de los quechuahablantes residentes en la capital por el Arzobispado de Lima. 
Fue colaborador constante de los principales diarios de Lima, donde publicaba artículos de alto contenido moral. En 2000 publicó el libro Reflexiones desde Montserrat que recogía sus principales artículos publicados en El Comercio, Expreso, La República y El Sol.
Fue internado alrededor de las 2 de la madrugada del 21 de diciembre de 2008 en la Unidad de Cuidados Intesivos del Hospital Almenara tras tener problemas al corazón, falleciendo al día siguiente. Sus restos fueron velados en la Parroquia de Nuestra Señora de Monserrat, y sepultados en el Cementerio Campo Fe de Huachipa.

## Premios y reconocimientos
- Palmas Magisteriales en el grado de Amauta, en reconocimiento a su labor humanitaria y educativa.[cita requerida]

- 2005  Medalla de Honor del Congreso en el grado de Comendador.
- Premio «María Elena Moyano» del Consejo por la Paz.